# Le Breuil (Marna)
Le Breuil – miejscowość i gmina we Francji, w regionie Grand Est, w departamencie Marna.
Według danych na rok 2009 gminę zamieszkiwało 400 osób, a gęstość zaludnienia wynosiła 25 osób/km².